# Miss Mary Lillian Duke
Miss Mary Lillian Duke Biddle és una pintura a l'oli sobre tela de Joaquim Sorolla i Bastida. Pertany al Museu d'Art Nasher, de la Universitat Duke, a Carolina del Nord.
Aquesta obra va ser pintada probablement a París durant l'estiu de 1911. És un dels quatre quadres encarregats per Benjamin Duke a Sorolla, per a la seva residència de Nova York, que aleshores estava en construcció. Mary Lillian Duke Biddle (1887-1960) tenia 24 anys quan va posar per a Sorolla. Es presenta serena i distingida. Està representada a un parc, amb una mà recolzada al pedestal d'una estàtua, i amb l'altra sosté un barret negre. Un fulard del mateix color cau sobre els seus braços, recordant el color de la cabellera i creant un potent contrast amb els colors clars que dominen. El vestit blanc recorda les estàtues gregues, detall reforçat pel pedestal en segon pla. Té una rosa sobre el pit. En segon pla, el vermell brillant de les flors ressalta sobre les fullles.1
Nicholas Duke Biddle, familiar de la retratada, va donar el quadre a la Universitat Duke.